# Сандиністський фронт національного визволення
Сандиністський фронт національного визволення (Frente Sandinista de Liberación Nacional, FSLN) — прокомуністична ліва партія Нікарагуа, створена радикальними студентами у 1961. Одним із засновників був Карлос Фонсека. р. Названа на честь Августо Сандино — лідера національно-визвольної війни 1927—1934 років. Внаслідок цієї війни американські війська покинули Нікарагуа.
Сандиністський фронт національного визволення вів боротьбу з диктаторською династією Сомоси, яка правила в країні з 1936 р. Після повалення режиму у 1979 лідер боротьби Даніель Ортега став президентом Нікарагуа. Отримував активну збройну та економічну підтримку з боку СРСР та Куби.
У 1995 р. частина сандиністів стала в опозицію до лідера руху Даніеля Ортеги, заснувавши нову гілку цього руху — Рух сандиністського оновлення. Його членами є такі герої Сандиністської революції 1979 року як Серхіо Рамірес, Дора Марія Тельєс, Луїс Карріон, Мірна Каннінгем, священики Ернесто Карденалі та Фернандо Карденалі.